# Nabonido

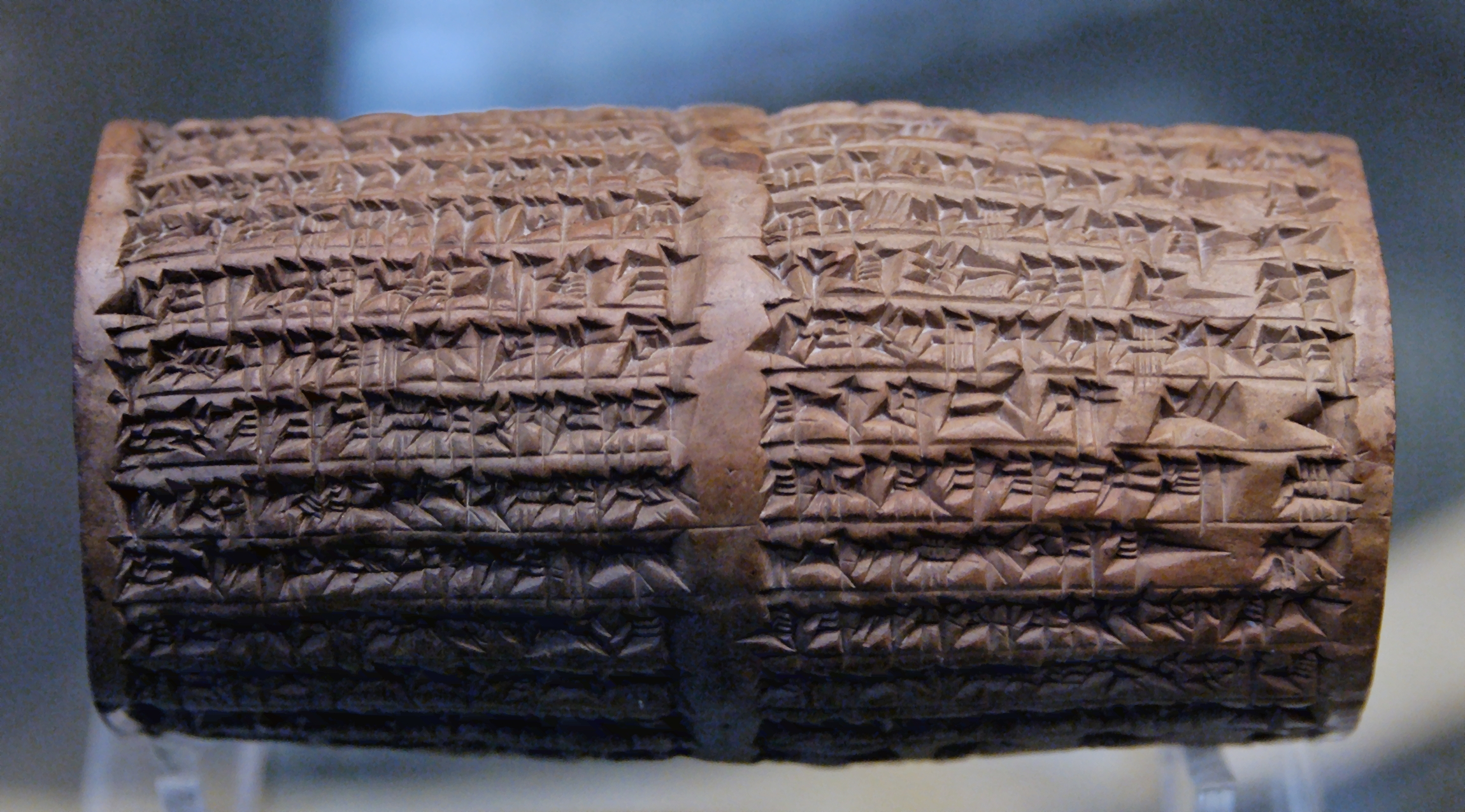
Cilindro de Nabonido que trata sobre las reparaciones del templo de Sin, Museo Británico.

Nabonido o Nabonides (en acadio:  ;  Nabû-nāʾid) fue el último rey del Imperio Neobabilónico (556-539 a. C.). Su reinado finalizó con la caída de Babilonia ante el rey persa Ciro el Grande. En ese momento el rey Nabonido estaba ausente del reino, pues se encontraba en el oasis de Taima restaurando un templo del dios Sin. Su hijo Belsasar, que había quedado como príncipe regente en la capital del reino, fue quien tuvo que enfrentarse a la invasión persa.

## Llegada al poder

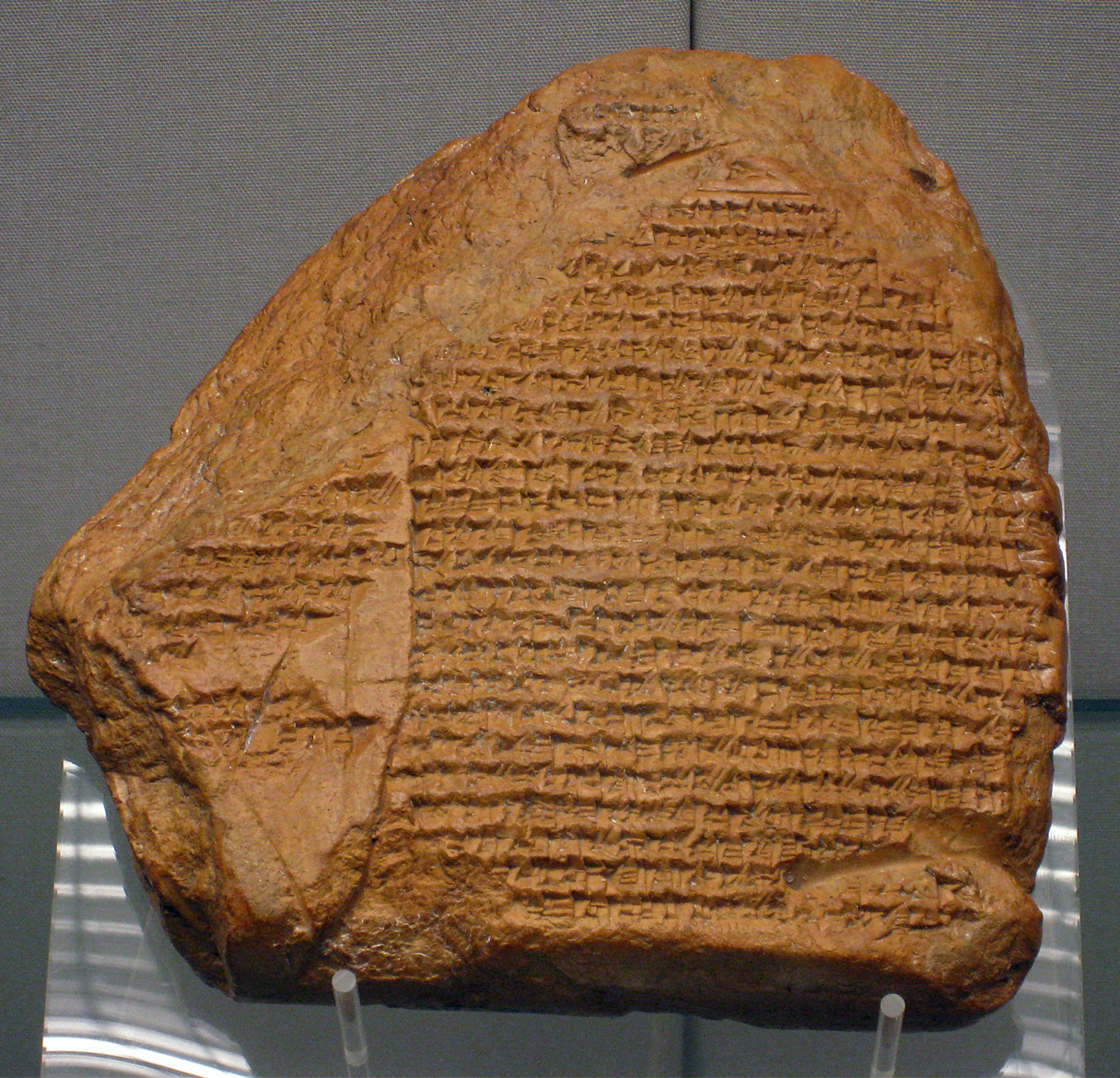
Crónicas de Nabonido

El origen de Nabonido no está claro. Basándose en elementos tales como sus alusiones al rey asirio Asurbanipal en textos de propaganda real o en su particular interés en Harrán, el último foco de resistencia asirio tras la caída de Nínive en el 612 a. C., se ha sugerido que era de ascendencia asiria. Se ha propuesto, además, un origen arameo occidental. Lo que es seguro es que no pertenecía, ciertamente, a la dinastía anterior y que ascendió al trono después de derrocar al joven rey Labashi-Marduk en el año 556 a. C. Es posible que legitimase su apropiación del trono mediante su casamiento con Nitocris, una hija de Nabucodonosor II y viuda de Neriglisar.

## Reinado

### Política religiosa
Nabonido mostró especial interés por el dios lunar Sin y su templo en Harrán, del que su madre —llamada Adad Adagupi— era sacerdotisa. Tradicionalmente, los especialistas habían considerado que esta preferencia de Nabonido habría sido mal recibida en Babilonia, donde la posición de dios henoteísta de Marduk podría haberse sentido amenazada. Esta habría sido una de las razones del retiro de Nabonido al oasis de Taima.
Sin embargo, nuevas interpretaciones han puesto en duda esta concepción en los últimos años. De acuerdo con ellas, si bien no puede negarse la preferencia personal de Nabonido hacia el dios Sin, no se puede afirmar que desprestigiase o negase otros cultos a tal extremo. Se señala también que no existen indicios de desórdenes internos que pudieran ser indicativos de lo contrario. De hecho, incluso durante su estadía en Taima, no tenemos noticias de que se intentase derrocar a Nabonido, quien pudo regresar a Babilonia sin problemas.
Las fuentes nos informan de que Nabonido hizo transportar a Babilonia las más importantes estatuas de culto de la baja Mesopotamia en el momento en el que la ciudad era amenazada por el ejército persa. Esto no sería un signo de blasfemia, sino parte integral de la defensa de Babilonia: al reunir en ella a las estatuas divinas (lo que implica un esfuerzo administrativo importante), Nabonido trataba de asegurarse el apoyo de los dioses en el inminente conflicto armado contra los persas. La Crónica de Nabonido informa que:

En el mes de [Âbu]?, Lugal-Marada y los demás dioses del poblado de Marad, Zabada y los demás dioses de Kish, la diosa Ninlil y los demás dioses de Hursagkalama visitaron Babilonia. Hasta el final del mes de Ulûlu todos los dioses de Akkad —aquellos de arriba y aquellos de abajo— entraron en Babilonia. Los dioses de Borsippa, Cutha y Sippar no entraron.

Sobre ello, P.A. Beaulieu escribe que:

Una de las más poderosas ilustraciones de la fuerza de la adoración de imágenes en la antigua Mesopotamia es probablemente el tratamiento de las estatuas de culto en tiempos de guerra. Fuentes asirias y babilónicas del primer milenio aluden frecuentemente al retiro de estatuas divinas de los templos como resultado de la conquista de una ciudad. Las estatuas capturadas eran usualmente transportadas a la tierra de la fuerza victoriosa (Asiria en la mayoría de los casos), donde permanecían. Lejos de promover la captura de sus dioses y todo lo que ello implicaba (es decir, que los dioses estaban abandonando la ciudad y llamando a su destrucción), las ciudades solían tratar de prevenir el traslado de las estatuas a territorio enemigo, puesto que la posesión continuada de ellas en un momento de adversidad demostraba que los dioses todavía protegían y apoyaban a su gente y a su tierra. (...) [D]urante los meses que precedieron a la invasión y conquista de Babilonia por los persas en el 539 a. C., el rey Nabonido ordenó el traslado masivo de los dioses de Sumer y Akkad a la capital. Al contrario de lo que sucede en casos anteriores, el traslado ordenado por Nabonido está documentado por un número de fuentes históricas y archivísticas.

No es sorprendente que los enemigos de Nabonido (especialmente Ciro, quien trataba de mostrar por qué era mejor que aquél) interpretasen posteriormente esto como un signo negativo. En palabras, otra vez, de Beaulieu:

El regreso de las estatuas a sus santuarios proveyó a Ciro de uno de sus amplios temas propagandísticos contra Nabonido. No contento con restablecer los dioses en sus residencias, acusó al rey depuesto de haberlos llevado a la capital contra su voluntad.

Todos estos serían motivos para situar al reinado de Nabonido en la línea de sus predecesores mesopotámicos, al menos desde el punto de vista religioso.

### Nabonido en Taima
Nabonido permaneció en el oasis árabe de Taima desde el 549 a. C. hasta por lo menos el 545 a. C., según nos informa la Crónica de Nabonido. Se ha argumentado que una de sus posibles motivaciones habrían sido sus rencillas con el clero de Marduk, aunque esto sería difícil teniendo en cuenta las anteriores consideraciones sobre su política religiosa. Es posible así mismo que Nabonido estuviera buscando una capital alejada del peligro que representaban los persas en el Irán. Sin embargo, Babilonia poseía un elevado estatus económico, simbólico e ideológico, y difícilmente un rey pudiera dejarla a merced del invasor. Otra posible explicación señala que, al instalarse en Taima, Nabonido podía dominar algunas rutas de comercio de la península arábiga, que así pasaban por primera vez a ser controladas por una potencia mesopotámica. Durante su estadía, Nabonido edificó en Taima un complejo palaciego, la mayor parte del cual ha sido explorado por excavaciones recientes.